# نیروی زمینی نیوزیلند
نیروی زمینی نیوزیلند (مائوری: Ngāti Tūmatauenga) شاخه زمینی و زیرمجموعه نیروهای دفاعی نیوزیلند است، که در سال ۱۸۵۴ تأسیس شد.